# Cornelis Bellaar Spruyt
Cornelis Bellaar Spruyt (Kockengen, 5 juni 1842 – Hilversum, 28 april 1901) was een Nederlands wetenschapper.

## Achtergrond
Spruyt werd geboren binnen het gezin van Gerardus Spruyt en Maria Elisabeth Niekerk. Hij trouwde in 1866 in Arnhem met Sara Hendrica Heuvelink (1844- 1925). Er kwamen (vermoedelijk) drie kinderen: 
- Johan Gerard Bellaar Spruyt (1873-1929)
- Gerard Bellaar Spruyt (1867-1924), arts en ook getrouwd met een Heuvelink (1896: Barbara Heuvelink)
- Johanna Christina Jacoba Spruyt

Spruyt woonde in de jaren tachtig enige tijd aan de Stadhouderskade 98 en Willemsparkweg te Amsterdam. Hij werd onder grote belangstelling begraven op Zorgvlied. Schilder Jan Veth heeft een portret van hem geschilderd, vermoedelijk postuum in 1902.

## Loopbaan
Hij was hoogleraar in de geschiedenis van de wijsbegeerte, de logica, de metafysica en zielkunde aan de Universiteit van Amsterdam. Echter hij begon als leraar wis- en natuurkunde. Van 1863 tot 1866 was hij leraar aan het Haags Gymnasium en van 1866 tot en met 1877 leraar scheikunde aan de Rijks Hogere Burgerschool in Utrecht (eervol ontslag). Hij begon daar ook te studeren en werd op 14 november 1867 benoemd tot Mathaesos Magister Philosophia Naturalis Doctor naar aanleiding van zijn proefschrift De electromotorische kracht van het element van Daniell bij verschillende temperaturen. Op 24 november 1877 aanvaardde hij het ambt hoogleraar aan de toen vernieuwde Amsterdamsch Athenaeum. Zijn openingsrede behandelde toen het thema De verhouding van de wijsbegeerte tot de bijzondere wetenschappen. Van het Utrechtse HBS kwamen ook de heren Cornelius Marius Kan en Levi de Hartog mee. In het studiejaar 1898-1899 was hij rector magnificus. Na zijn dood hield de universiteit zijn vlag op halfstok en de studentensociëteit was gesloten.
Andere publicaties:
- De laatste gedaantewisseling van de wijsbegeerte der ervaring
- Van Vloten’s Benedictus de Spinoza
- Proeve van eene geschiedenis van de leer der aangeboren begrippen, dat van invloed is geweest op de student Willem Kloos.

## Functies buiten universiteit
Hij werd in mei 1882 lid van de Koninklijke Academie voor Wetenschappen, Letteren en Schone Kunsten en een jaar later was hij er secretaris. Spruyt was voorts promotor van het Nederlands in al haar varianten en in dat licht moet ook gezien worden zijn secretarisschap van de Nederlandsche-Zuid-Afrikaansche Vereeniging, die hij zelf mede opgericht heeft. Hij was tevens enthousiast lid van de beweging voor Volksweerbaarheid.